# 니콜 에거트
니콜 에거트(Nicole Eggert, 1972년 1월 13일 ~ )는 미국의 배우이다.

## 출연 작품
- 패스트 라이즈 (2008)
- 크리스마스 프로포즈 (2008)
- 로디드 (2008)
- 캐스팅 어바웃 (2004)
- 디코이스 (2004)
- 베이워치 (2003)
- 써머지드 (2000)
- 잠자는 숲속의 공주들 (1999)
- 시베리아 (1998)
- 어느 바람둥이의 종말 (1996)
- 데몰리션니스트 (1995)
- 더블 오키드 (1993)
- 다니엘 스틸 - 비밀 (1992)
- 발렌타인 (1992)
- 악의 꽃 (1992)
- 킨지테 (1989)
- SOS 해상 구조대 (1989)
- 오메가 신드롬 (1987)
- 에이라의 전설 (1986)
- 기계 인간 (1986)
- 내 사랑 지니 (1985)
- 햄본과 힐리 (1984)
- 후커와 로마노 (1982)
- 개구쟁이 데니스 - 메이데이 포 마더 (1981)
- 여인의 계단 (1981)
- 꿈꾸는 낙원 (1978)